# Classe Losos
Le unità della classe Losos (progetto 865 Piranya secondo la classificazione russa) sono minisommergibili per operazioni speciali di sviluppo e costruzione sovietica. Ne sono stati costruiti solo due, entrati in servizio a fine anni ottanta. Oggi sono in riserva.

## Tecnica
I Losos sono stati progettati per svolgere operazioni speciali, in particolare oltre le linee nemiche. Infatti, sono in grado non solo di “depositare” i sommozzatori in acque nemiche, ma anche di fornirgli appoggio durante le operazioni di sabotaggio. Gli stessi sommozzatori, infatti, rimangono in contatto con il sottomarino.
Lo scafo, di dimensioni piuttosto contenute, è in lega di titanio: questa soluzione consente al mezzo di essere meno rintracciabile da parte delle mine nemiche. il sistema propulsivo, inoltre, è estremamente silenzioso.
L'autonomia è di dieci giorni, ma può essere prolungata di ulteriori dieci in seguito ad un rifornimento della durata di sole otto ore.
Per essere in grado di operare a lungo in immersione, utilizza il sistema AIP  Kristall-20. Nel 1991, venne realizzato uno sviluppo di tale sistema, che però non fu mai installato a causa dei tagli ai fondi.

## Il servizio
Inizialmente era stata prevista la costruzione di dodici unità, che vennero poi ridotte a sei. Infine, si decise di interrompere la produzione a due soli esemplari. Entrambi vennero costruiti presso il Cantiere dell'Ammiragliato a San Pietroburgo. I due sottomarini hanno praticamente la stessa storia operativa: entrambi vennero posti in riserva una prima volta nel 1993, rientrarono in servizio nel 1995 e furono definitivamente radiati nel 1997.
- MS-520: varato nel 1986, entrò in servizio nel 1988.
- MS-521: varato nel 1990, entrò in servizio nel 1991.

In generale, pare non sia stato ritenuto un progetto troppo riuscito, considerando che rimasero in servizio solo pochi anni e nonostante il fatto che si trattasse di un mezzo relativamente poco costoso e ben equipaggiato.
In tutti i modi, la Malakhit continua a commercializzarli. Infatti, sono stati oggetto di una campagna promozionale nel 2005, rivolta in particolare a marine asiatiche.